# Misofoni
Misofoni (eller selektivt ljudkänslighetssyndrom, eller på engelska selective sound sensitivity syndrome), är ett sällan diagnosticerat tillstånd som många tror har sin grund i neurologi. Misofoni innebär nedsatt tolerans för specifika ljud eller deras associerade stimuli, eller signaler. Dessa signaler, som kallas "triggers", upplevs som obehagliga eller plågsamma och tenderar att framkalla starka negativa emotionella, fysiologiska och beteendemässiga reaktioner som inte ses hos de flesta andra människor.
Misofoni och misofoniska symtom kan negativt påverka förmågan att uppnå livsmål och njuta av sociala situationer. Det uppmärksammades först 2001, diagnosen finns dock inte med i varken DSM-5 eller ICD-10, men det har föreslagits att tillståndet ska klassas som en fristående psykisk sjukdom.
Reaktionerna på utlösande ljud varierar från irritation till ilska, med möjlig aktivering av flykt- och kampresponsen. Misofoni verkar inte framkallas av ljudets styrka, utan snarare av dess specifika mönster eller betydelse för den som lyssnar. Triggers är ofta repetitiva stimuli och är främst, men inte uteslutande, relaterade till människokroppen, såsom att tugga, äta, smacka med läpparna, slurpa, hosta, rensa halsen och svälja. När ett trigger-stimulus har upptäckts kan personer med misofoni ha svårt att distrahera sig från stimulus och kan uppleva lidande, ångest och/eller försämrad social, yrkesmässig eller akademisk funktion. Uttrycket av misofonisymtomen varierar, liksom svårighetsgraden, som varierar från mild till svår. Vissa personer med misofoni är medvetna om att deras reaktioner på misofoniska triggers är oproportionerliga i förhållande till omständigheterna. Symtom på misofoni uppträder vanligtvis först i barndomen eller tidiga tonåren.

## Termens ursprung
Termen myntades 2001 av professor Pawel Jastreboff och doktor Margaret M. Jastreboff, med hjälp av klassicisten Guy Lee, som introducerade den i sin artikel "Hyperacusis".
Termen användes för första gången i en expertgranskad tidskrift 2002.
"Misofoni" kommer från de forngrekiska orden μῖσος, "hat", och φωνή, "ljud", kan översättas till "hata ljud" och myntades för att skilja tillståndet från andra former av nedsatt ljudtolerans såsom hyperakusi (överkänslighet mot vissa frekvenser och volymintervall) och fonofobi (rädsla för ljud).

## Tecken och symtom
Fram till 2016 var litteraturen om misofoni begränsad. Några inledande små studier visade att personer med misofoni i allmänhet har starka negativa känslor, tankar och fysiska reaktioner på specifika ljud, som i litteraturen kallas "triggerljud". Dessa ljud verkar vanligtvis tysta för andra, men kan verka höga för personen med misofoni, som om de inte kan höra något annat än ljudet. En studie visade att cirka 80 % av ljuden var relaterade till munnen (t.ex. äta, slurpa, tugga eller poppa tuggummi, viska, vissla, snyta sig) och cirka 60 % var repetitiva. Men nyare forskning ger neurala bevis för triggers som inte har med mun och ansikte att göra. En visuell trigger kan utvecklas i samband med triggerljudet, och en misofonisk reaktion kan uppstå i frånvaro av ett ljud (exempel inkluderar bengungande, hårsnurrande och fingerpekning).
Reaktioner på utlösande faktorer kan variera från milda (ångest, obehag och/eller avsky) till allvarliga (raseri, ilska, hat, panik, rädsla och/eller känslomässigt lidande). Reaktioner på utlösande faktorer kan omfatta aggression mot ljudets ursprung, att lämna det, stanna kvar i dess närvaro men lida, försöka blockera det eller försöka härma ljudet. Reaktioner kan också omfatta fysiska reaktioner som ökad hjärtfrekvens, tryck över bröst och huvud samt högt blodtryck.
Den första misofoniska reaktionen kan inträffa när en person är ung, ofta mellan 9 och 13 år, och kan komma från någon i en nära relation eller från ett husdjur.
Rädsla och ångest i samband med triggerljud kan leda till att personen undviker viktiga sociala och andra interaktioner som kan utsätta dem för dessa ljud. Detta undvikande och andra beteenden kan göra det svårare för personer med detta tillstånd att uppnå sina mål och njuta av interpersonella interaktioner. Det kan också ha en betydande negativ effekt på deras karriärer och relationer.

## Mekanism
Misofonins mekanism är ännu inte helt klarlagd, men det verkar som om den kan orsakas av en dysfunktion i det centrala nervsystemet i hjärnan och inte i öronen. Ljudets upplevda ursprung och sammanhang verkar spela en viktig roll för att utlösa en reaktion.
En studie från 2017 visade att den främre insulära hjärnbarken (som spelar en roll både för känslor som ilska och för att integrera input utifrån, t.ex. ljud, med input från organ som hjärta och lungor) orsakar mer aktivitet i andra delar av hjärnan som svar på triggers, särskilt i de delar som ansvarar för långtidsminnen, rädsla och andra känslor. Studien visade också att personer med misofoni har högre halter av myelin (en fet substans som omsluter nervceller i hjärnan för att ge elektrisk isolering). Det är oklart om myelin är en orsak till eller en effekt av misofoni och dess utlösning av andra hjärnområden.
En studie från 2021 visade att motorbarken, en del av hjärnan som representerar läpp-, käk- och munrörelser, har ökad aktivering för typiska triggerljud mycket mer än för aversiva eller neutrala ljud hos personer som lider av misofoni. Man fann också förbättrad funktionell konnektivitet mellan motorbarken och hörselbarken under ljudperception för alla ljud. Vidare rapporterades funktionell fMRI-konnektivitet i viloläge mellan motorbarken och sekundära auditiva och visuella hjärnområden samt sekundär interoceptiv cortex (vänster anterior insula). Detta tyder på att misofoni, som vanligtvis betraktas som en störning i ljudkänslobearbetningen, är ett resultat av överaktivering av det motoriska spegelneuronsystemet som är involverat i att producera de rörelser som associeras med dessa triggerljud eller bilder.

## Diagnos
År 2022 samlades kliniska och vetenskapliga ledare för att skapa en konsensusdefinition av misofoni, där man enades om att det är en störning som innebär minskad tolerans för specifika ljud och deras associerade stimuli. Innan denna konsensusdefinition nåddes diskuterade forskare och kliniker hur misofoni skulle beskrivas och definieras, vilket har begränsat jämförelsen av kohortstudier och hindrat utvecklingen av standarddiagnostiska kriterier.
Misofoni skiljer sig från hyperakusi, som inte är specifikt för ett visst ljud och inte innebär en liknande stark reaktion, och från fonofobi, som är en rädsla för höga ljud, men alla tillstånd kan förekomma. Det finns inga standardiserade diagnostiska kriterier, och många läkare är omedvetna om störningen.
Studier visar att misofoni ofta har relaterade samsjuklighetstillstånd, inklusive humörstörningar, ångeststörningar, ADHD, OCD, affektiva störningar och autism. Forskning har visat att misofoni kan vara genetiskt betingat, men det behövs mer forskning för att bekräfta detta. Det verkar som om misofoni kan förekomma ensamt eller tillsammans med andra hälso-, utvecklings- och psykiatriska problem. När läkare försöker diagnostisera en patient med misofoni förväxlar de ibland symptomen med ångestsyndrom, bipolär sjukdom eller tvångssyndrom.

### Klassificering
Diagnosen misofoni erkänns inte i DSM-IV eller ICD-11, och den klassificeras inte som en hörsel- eller psykiatrisk störning. Det kan vara en form av ljudkänselsynestesi och har paralleller med vissa ångeststörningar. En strukturerad studie från 2022 av framstående forskare resulterade i en konsensusdefinition av misofoni, som fastställde att misofoni bör klassificeras som en störning och inte ett symptom på ett annat tillstånd eller syndrom. Under den tidiga fasen av forskningen om misofoni definierades det av olika kriterier med varierande metoder för diagnos och bedömning av symptomens svårighetsgrad. Som ett resultat av bristen på konsensus om hur misofoni ska definieras och utvärderas var det svårt att jämföra olika studiegrupper, mätverktygen var inte psykometriskt väl validerade och fältet kunde inte rigoröst utvärdera effekten av olika behandlingsmetoder. Definitionen ligger till grund för framtida diagnostiska kriterier och validerade diagnostiska verktyg, och ger sammanhållning åt de olika och tvärvetenskapliga forskargrupperna inom misofoni och klinik.

## Hantering
Vårdgivare försöker i allmänhet hjälpa människor att hantera misofoni genom att erkänna vad personen upplever och arbeta med livshanteringsstrategier. En majoritet av de mindre studier som gjorts i ämnet har fokuserat på användning av tinnitus retraining therapy (TRT), kognitiv beteendeterapi och exponeringsterapi, som antas minska personens medvetenhet om sina triggerljud. Dessa behandlingsmetoder har inte studerats tillräckligt för att fastställa deras effektivitet. Andra möjliga behandlingsalternativ har teoretiserats av forskare, inklusive acceptansbaserade metoder och mindfulness. I slutändan spekuleras det i att behandlingsmetoderna kan variera avsevärt i effektivitet från patient till patient.
Minimalt med forskning har genomförts om de möjliga effekterna av neuromodulering och farmakologiska behandlingar. En studie som publicerades 2022 tyder på att vissa former av misofonibehandling kan variera i effektivitet baserat på varje patients preferenser, särskilt när det gäller föräldrar med barn som har misofoni.
Även om storskalig forskning ännu inte har genomförts, har observation av livshanteringsstrategier som används av personer med misofoni visat på vissa konsekventa metoder för att hantera tillståndet. Dessa inkluderar användning av öronproppar och hörlurar, efterliknande av triggerljud, och musik.

## Epidemiologi
Forskning pågår fortfarande om misofonis globala prevalens, men en studie från 2023 visade att prevalensen i Storbritannien var cirka 18 %. Denna studie har citerats i populära medier, inklusive BBC, Medscape, och Medical Xpress. Studier av misofonis globala prevalens har visat att den är så låg som 5 % och så hög som 20 %. Förekomsten och svårighetsgraden verkar vara liknande oavsett kön.

## Associerade symtom
Det finns flera anekdotiska rapporter om människor som säger sig ha både misofoni och autonomous sensory meridian response (ASMR). Gemensamt för dessa rapporter är upplevelsen av ASMR som svar på vissa ljud och misofoni som svar på andra ljud.

## Samhälle och kultur
Människor som upplever misofoni har bildat stödgrupper online.
År 2016 släpptes en dokumentär om tillståndet, Quiet Please.
År 2020 fick en grupp misofoni-forskare Ig Nobelpriset i medicin "för att ha diagnostiserat ett länge okänt medicinskt tillstånd".
I filmen Tár från 2022 porträtteras en dirigent med misofoni.
Säsong 1, avsnitt 4 av Hulus The Old Man har en kort diskussion om misofoni.

### Anmärkningsvärda fall
- Richard E. Grant[38]
- Barron H. Lerner[39]
- Melanie Lynskey[40]
- Kelly Osbourne[41]
- Kelly Ripa[42]
- Sarah Silverman[43]
- Lisa Loeb[44]